# Michael Brandon Hill
Michael Brandon Hill (* 28. Juni 1993) ist ein amerikanischer mutmaßlicher Gewaltverbrecher, der am 20. August 2013 als potentieller Amokläufer eine Grundschule mit rund 870 Kindern in Decatur bei Atlanta (Bundesstaat Georgia) stürmte. Bewaffnet war er mit einem Sturmgewehr AK-47 und 500 Schuss Munition. Er nahm die Buchhalterin Antoinette Tuff als Geisel, die ihn schließlich zur Aufgabe überredete. Auf die Frage nach dem Potential des Angriffes bestätigte Polizeichef Alexander später: "Es hätte tatsächlich ein weiteres Sandy Hook geben können."

## Der Tathergang
Am Vormittag betrat Michael Brandon Hill mit einem Sturmgewehr AK-47, verschiedenen anderen Waffen und 500 Schuss Munition die Ronald E. McNair Discovery Learning Academy, eine Grundschule im amerikanischen Decatur. Den gesicherten Eingang zum Objekt passierte Hill unbemerkt im Gefolge eines Elternteils oder eines Angestellten der Schule. Im Eingangsbereich traf er auf die Buchhalterin (Sekretärin) der Schule, Antoinette Tuff und nahm sie als Geisel. Hill forderte Tuff auf, ein Kamerateam eines TV-Senders herbeizurufen; er wollte offenbar seine tödliche Schießerei mit der Polizei filmen lassen. Die mittlerweile an der Schule eingetroffenen Polizeibeamten beschoss er; bei dem Schusswechsel wurde niemand verletzt. Nach der Schießerei zog er sich in das Sekretariat zurück. Tuff konnte derweil unbemerkt den Notruf 911 betätigen. Der mitgeschnittene und später auf der Website des "New York Magazine" veröffentlichte Notruf dokumentiert ein Gespräch der Schulangestellten mit ihrem Kidnapper. Während dieser Unterredung gelang es Lehrern und Angestellten, die Kinder aus der Schule zu evakuieren. Hill ließ sich von Tuff dazu bewegen aufzugeben, sein Gewehr abzulegen und sich selbst auf den Boden zu legen, um verhaftet zu werden. Sein Motiv blieb unbekannt. Medien kolportierten, dass Hill "lebensmüde" gewesen sei bzw. Aufmerksamkeit erlangen wollte.

## Der Täter
Der psychisch kranke 20-Jährige stoppte vor dem Überfall auf die Schule die Einnahme seiner Medikamente. Seiner Geisel sagte Hill, er sollte eigentlich in eine psychiatrische Klinik, weil er seine Medikamente nicht eingenommen habe. Er sei nicht gekommen, um Kinder zu verletzen, aber er wolle einen unbewaffneten Polizeibeamten sprechen. Zur mentalen Verfassung Hills äußerte sich Tuff so: «Er sagte, dass ihn niemand liebe. Also erklärte ich ihm, dass ich ihn liebe.»
Das DeKalb-County-Public-Defender-Büro nannte Hill in einer Erklärung "einen jungen Mann mit einer langen Geschichte von psychischen Problemen."
Das Büro des Sheriffs teilte mit, dass Michael B. Hill bereits Mitte März 2013 wegen terroristischer Bedrohungen in DeKalb and Henry County verhaftet und zu einer Bewährungsstrafe verurteilt worden sei. Auch von schwerer Körperverletzung an einem Polizisten sprach die Polizei. "Er hatte immer ein Problem mit der Polizei", sagte sein Bruder Tim Hill. Dieser erklärte auch, dass sein Bruder Michael bereits im Dezember 2012 auf Facebook gepostet habe, ihn (Tim) umzubringen. Laut Polizeiakten war Hill auch schon im Februar 2009 inhaftiert, damals als 15-Jähriger wegen Diebstahls.
Einen Tag nach dem Überfall veröffentlichte die Polizei ein undatiertes Foto von Hill, auf dem er mit einem Sturmgewehr posiert. Laut Polizeiangaben ist es das in der Schule verwendete. Offensichtlich stammte die Waffe von einem Bekannten Hills, aber es sei unklar, ob er sie gestohlen oder die Erlaubnis hatte, sie zu benutzen.
Die Geisel Antoinette Tuff äußerte in einem Interview mit CNN: „Er ist eine verletzte Seele, und wenn es irgend eine Möglichkeit gibt, ihm zu helfen, kann ich dies tun und ihm erlauben, auf den richtigen Weg zu kommen - wir alle gehen durch solche Situationen.“